# Eremomela icteropygialis
Eremomela icteropygialis е вид птица от семейство Cisticolidae.

## Разпространение
Видът е разпространен в Ангола, Ботсвана, Буркина Фасо, Габон, Гана, Еритрея, Етиопия, Замбия, Зимбабве, Камерун, Република Конго, Демократична република Конго, Кения, Малави, Мали, Мавритания, Мозамбик, Намибия, Нигер, Нигерия, Руанда, Сенегал, Сомалия, Судан, Свазиленд, Танзания, Уганда, Чад, Южна Африка и Южен Судан.